# École de botanique
Située au centre du jardin des plantes de Paris, l’école de botanique du Muséum national d'histoire naturelle est un jardin botanique spécialisé qui expose au public et aux étudiants la biodiversité végétale dans une double perspective :
- systématique conforme à la nomenclature botanique ;
- biogéographique présentant des spécimens de toutes les biorégions tempérées du globe.

Du point de vue systématique, une espèce-exemple a été choisie au sein de chaque famille, puis de chaque genre pour faire découvrir tant leurs contrastes et leur diversité morphologique, que leur adaptation et leur inventivité évolutive.

## Historique
Dès le XVIe siècle, des enseignements en botanique sont donnés aux alentours de ce site, par Nicolas Houël, mais c’est la création du Jardin royal des plantes médicinales en 1626 qui se traduit par la fondation à cet endroit, neuf ans plus tard, d’une « école de botanique » où jusqu’à nos jours, le Muséum, qui est aussi un grand établissement d’enseignement supérieur et de « formation tout au long de la vie » pour tous publics, dispense des cours et des formations. 
L’école de botanique acquiert ses limites actuelles dans le dernier quart du XVIIIe siècle, avec Antoine-Laurent de Jussieu et André Thouin ; ensuite ce dernier et René Desfontaines lui donnent, dans le premier quart du XIXe siècle, sa topographie conçue pour comprendre les classifications de la biodiversité végétale, mais aussi pour découvrir les conditions nécessaires à chaque espèce et apprendre leurs éventuelles utilisations possibles. Un pin Laricio issu de graines rapportées par Étienne-François Turgot lors de l’un de ses voyages en Corse trône au milieu de l’école de botanique. Ce pin planté en 1774 à l’emplacement du groupe des conifères a été foudroyé au XIXe siècle et il est, pour cette raison, écrêté. Au fil du temps, les progrès scientifiques dans la compréhension des apparentements entre végétaux se sont traduits, sur le terrain, par cinq remaniements de la disposition des plantations :
- en 1683, par Joseph Pitton de Tournefort ;
- en 1773-1774, par Antoine-Laurent de Jussieu ;
- en 1824, par René Desfontaines ;
- en 1843, par Adolphe Brongniart ;
- en 1954-1957, par André Guillaumin et Camille Guinet ;
- depuis 1957 et jusqu’en 2008, la disposition de l’École de Botanique était fondée sur la classification du botaniste allemand Adolf Engler (datée de 1924).

Au XIXe siècle, à partir du remaniement de Brogniart, les classifications tiennent compte de la notion d’évolution explicitée par Charles Darwin. Dans la seconde moitié du XXe siècle, les avancées technologiques permettent d’augmenter fortement les connaissances en génétique et biologie moléculaire, qui modifient à leur tour les classifications. Jusque-là principalement fondées sur la morphologie végétale, elles sont désormais phylogénétiques. La connaissance des symbioses comme la mycorhize et la rhizobie fait aussi des progrès considérables, ce qui permet de mieux comprendre la pédologie (science des sols).

## Topographie
L’entrée Ouest de l’école de botanique se trouve vis-à-vis de celle de la grande serre ; l’entrée Est face au jardin écologique. Au Nord, l’école de botanique est bordée par l’allée Cuvier, au Sud par l’allée Lacroix. Un passage souterrain situé du côté Nord-Ouest de l’école de botanique donne accès au jardin alpin voisin (sauf en décembre, janvier et février, mois de fermeture de ce dernier).
La classification actuellement présentée à l’école de botanique (2017) est la version nommée « APG III », définie en 2009 par le groupement international de botanistes taxonomistes « APG » (Angiosperm Phylogeny Group). L’évolution buissonnante des plantes terrestres est représentée sur une table d’orientation au centre de l’école de botanique : elle montre le lien entre l’histoire évolutive des plantes, la classification qui en découle, et la disposition des plantes dans le Jardin dont quatre carrés illustrent respectivement l’adaptation, la diversification des végétaux, leurs convergences évolutives, et l’orientation de leur évolution.

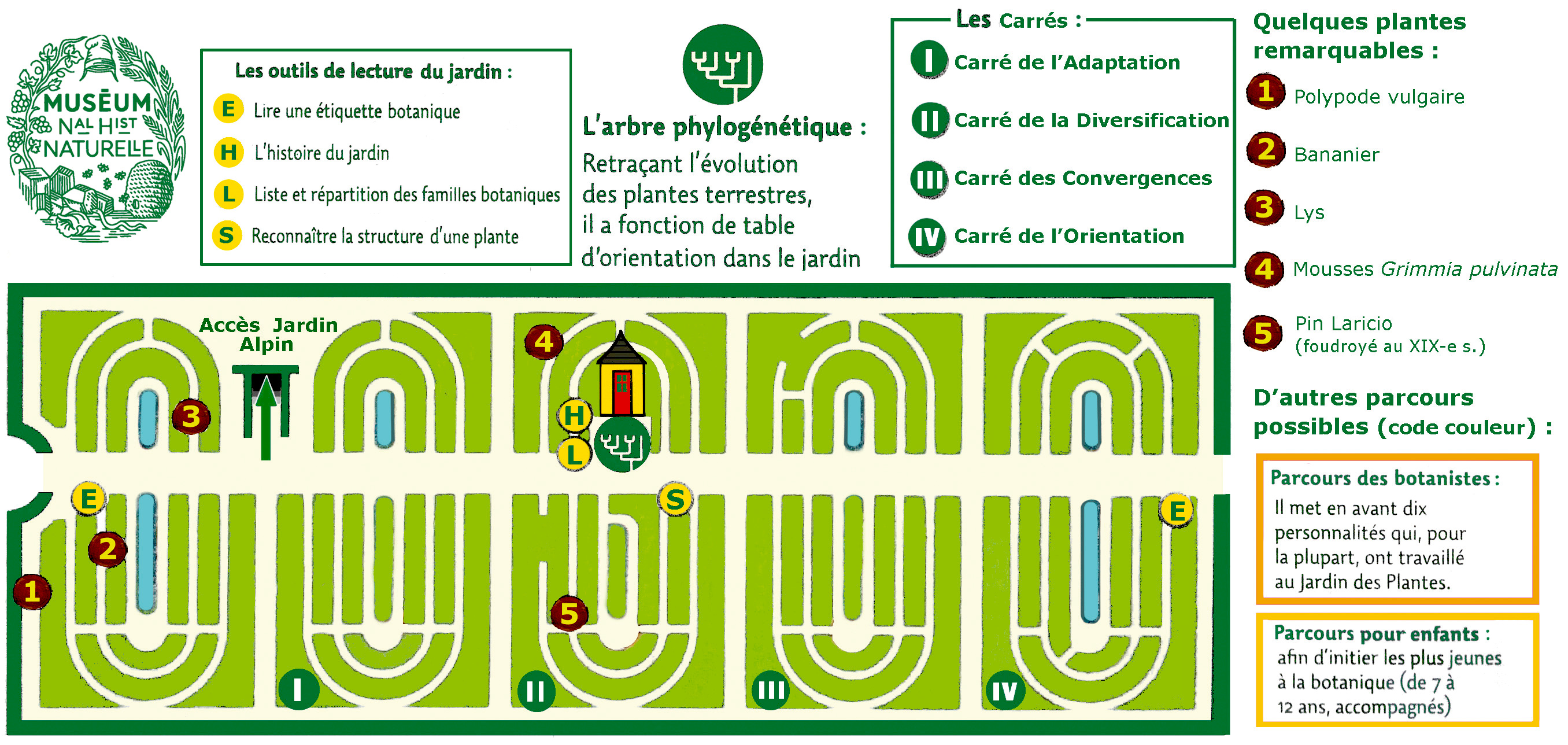
Topographie de l'École de botanique

Le carré de l’adaptation démontre comment la morphologie végétale évolue de génération en génération. Dans chaque milieu naturel, les plantes développent sous l’effet de la sélection naturelle des caractères spéciaux pour s’adapter à cet environnement particulier. C’est un phénomène beaucoup plus rapide que ce que l’on pensait au XIXe siècle : les plantes font preuve d’une réactivité jadis insoupçonnée. Un massif d’espèces adaptées à la vie dans les dunes maritimes, illustre ce phénomène.
Le carré de la diversification démontre comment depuis plus de 120 millions d’années, les plantes à fleurs se sont diversifiées à partir de leur ancêtre commun à travers les multiples transformations de leurs tiges, racines, feuilles, fleurs, graines et fruits, ainsi que leurs interactions avec les insectes (qu'elles attirent au moyen du sucre de leur nectar ce qui facilite leur pollinisation) et avec les vertébrés (qu'elles attirent au moyen du sucre de leurs fruits ce qui facilite la dissémination de leurs graines).
Le carré des convergences évolutives démontre comment les mêmes causes produisent des effets semblables chez de nombreuses plantes issues de lignées différentes mais devant faire face aux mêmes défis, et qui en conséquence ont développé des adaptations et des morphologies similaires. Ce carré présente les ressemblances entre diverses plantes à aspect de joncs, de bruyères ou de broméliacées.
Le carré de l’orientation démontre que, contrairement à ce que l’on a longtemps pensé, l’évolution n’a ni but ni sens en soi mais est uniquement une réponse des organismes aux conditions environnementales qu'elles doivent affronter. Les plantes peuvent évoluer aussi bien vers des formes plus complexes que vers des formes plus simples, si celles-ci les avantagent en termes de survie. Ce phénomène est illustré dans ce carré par des plantes aquatiques aux structures très simplifiées (lentilles d’eau), ce qui leur a parfois valu d’être qualifiées à tort de « primitives », alors qu’elles sont issues d’ancêtres aux morphologies complexes.

## Galerie

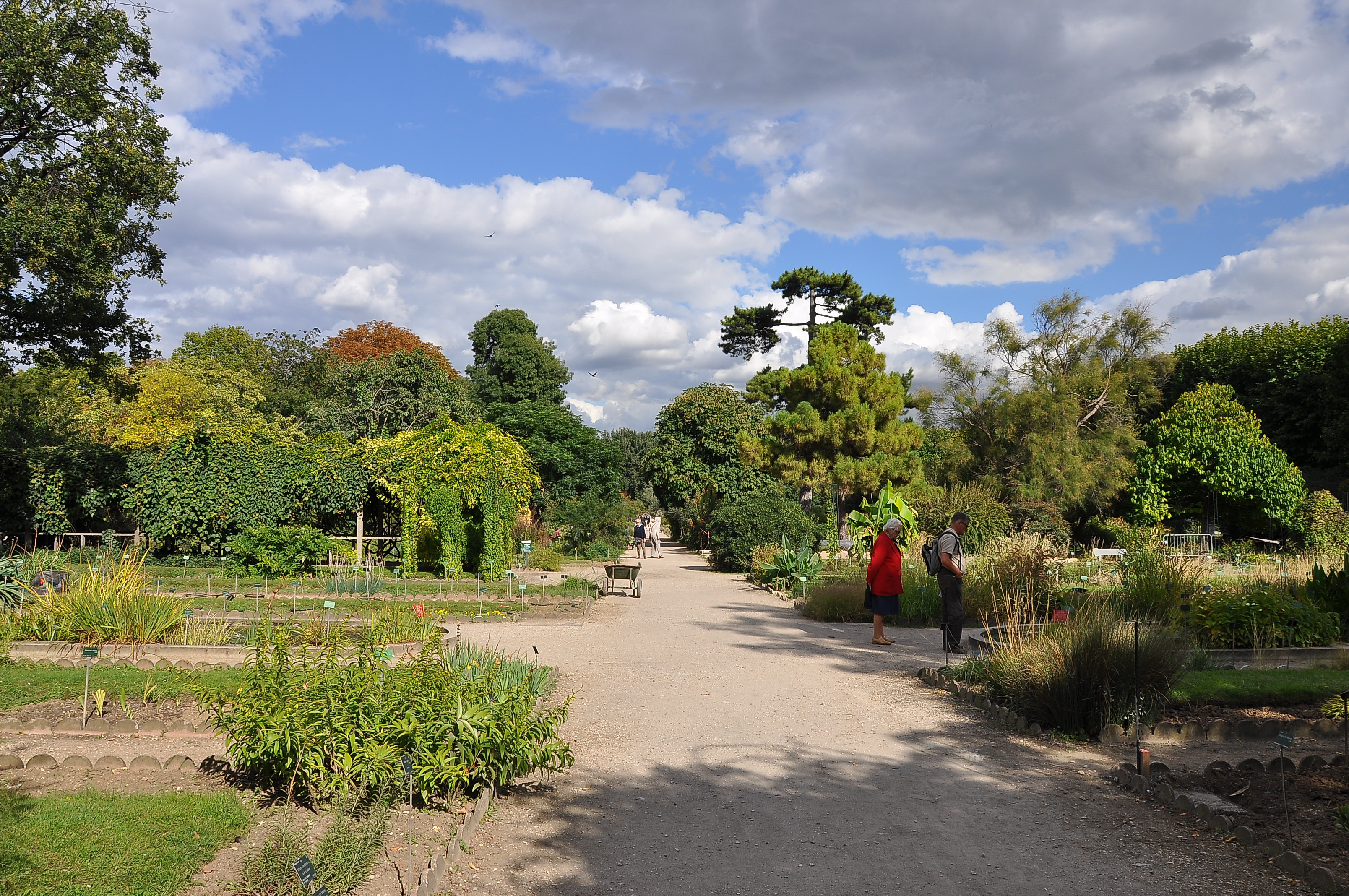
L’allée longitudinale de l’école de botanique en été, vue vers l’Est
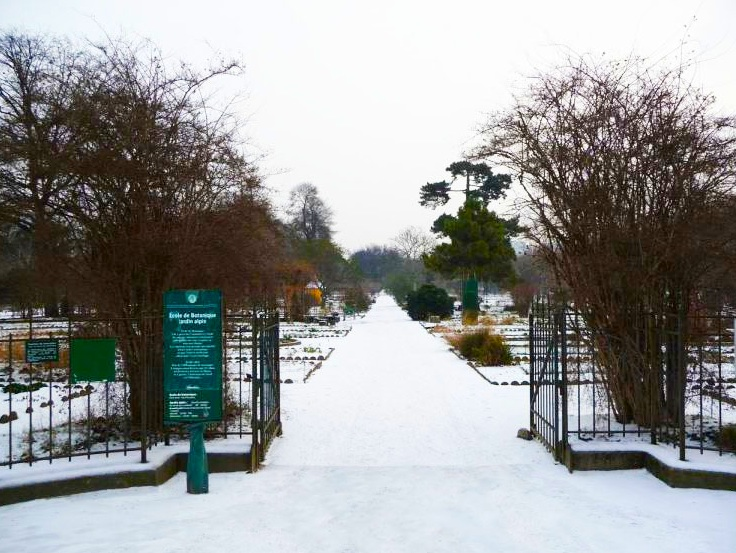
L’école de botanique en hiver, vue vers l’Est
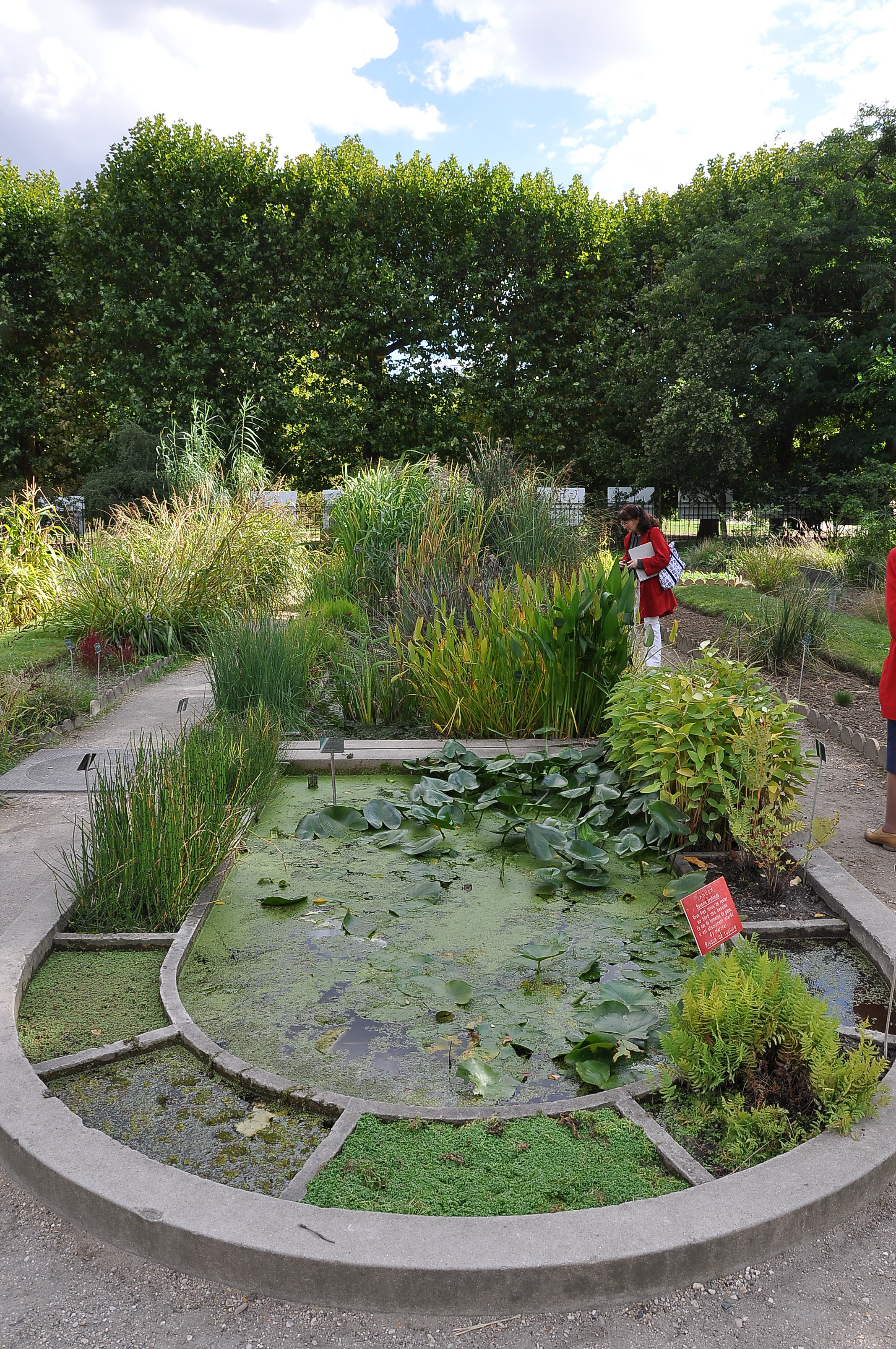
Flore aquatique
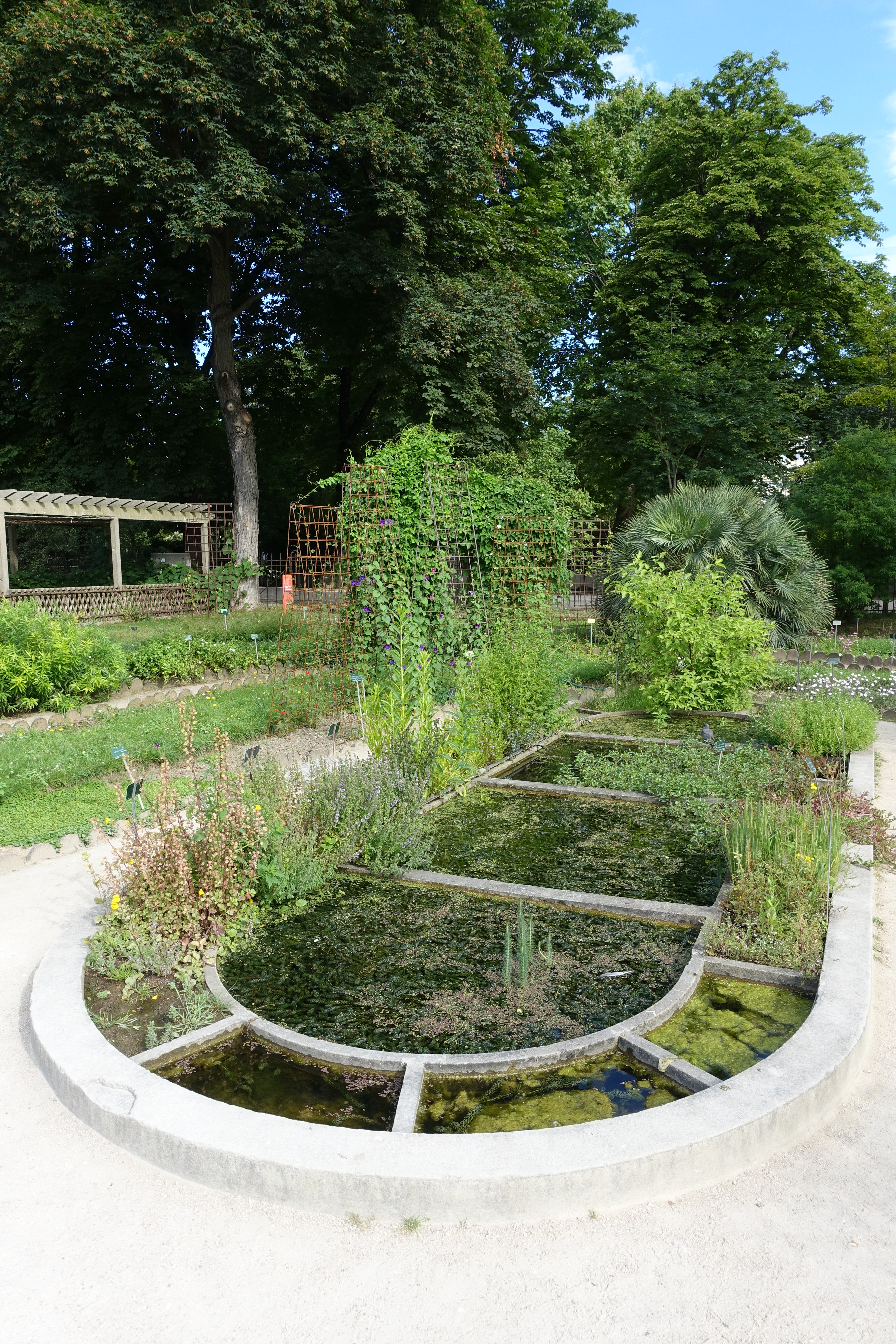
Flore aquatique
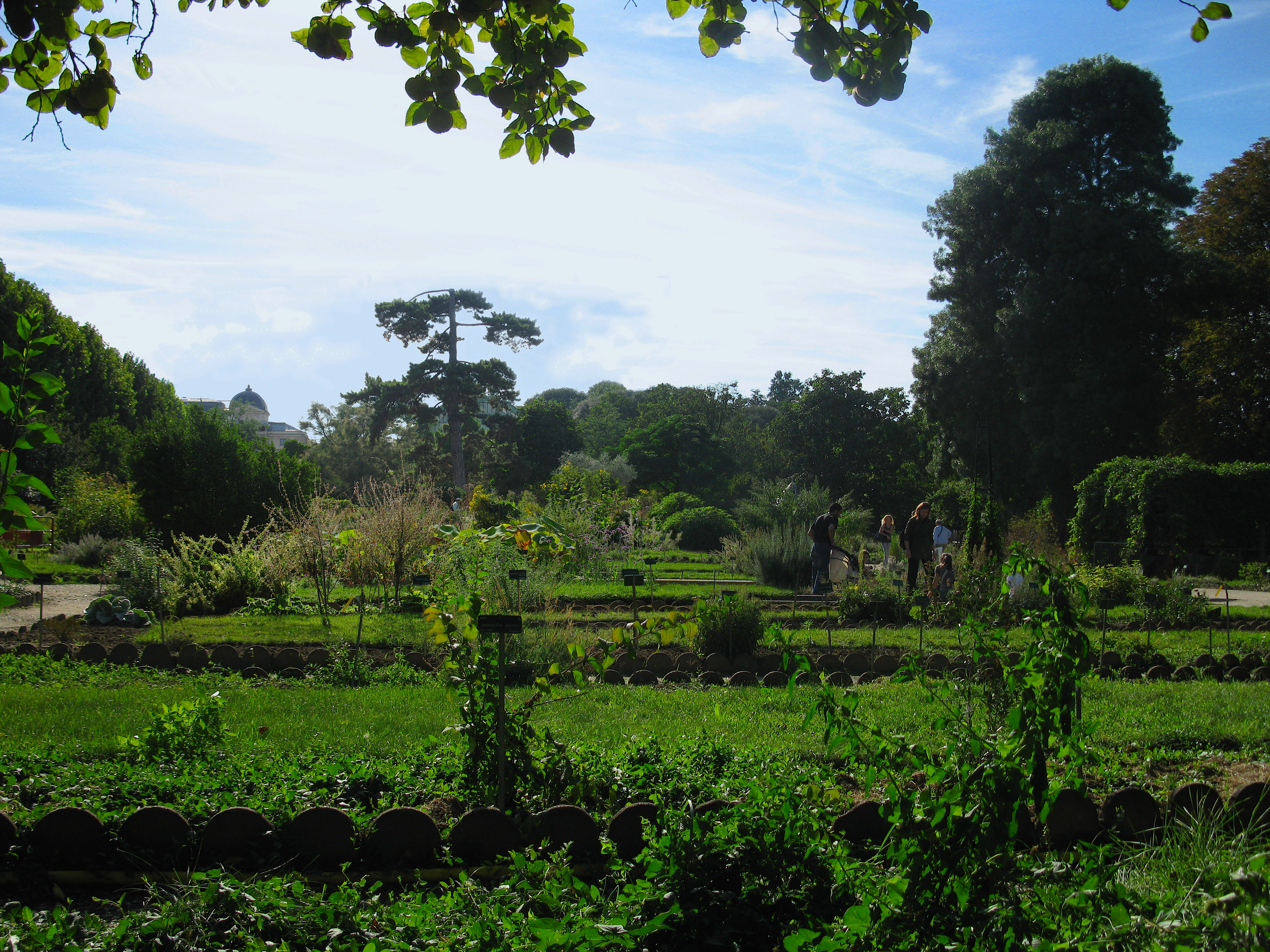
L’école de botanique vue vers l’Ouest : on entrevoit la grande galerie de l'Évolution (à gauche au fond) et la grande serre
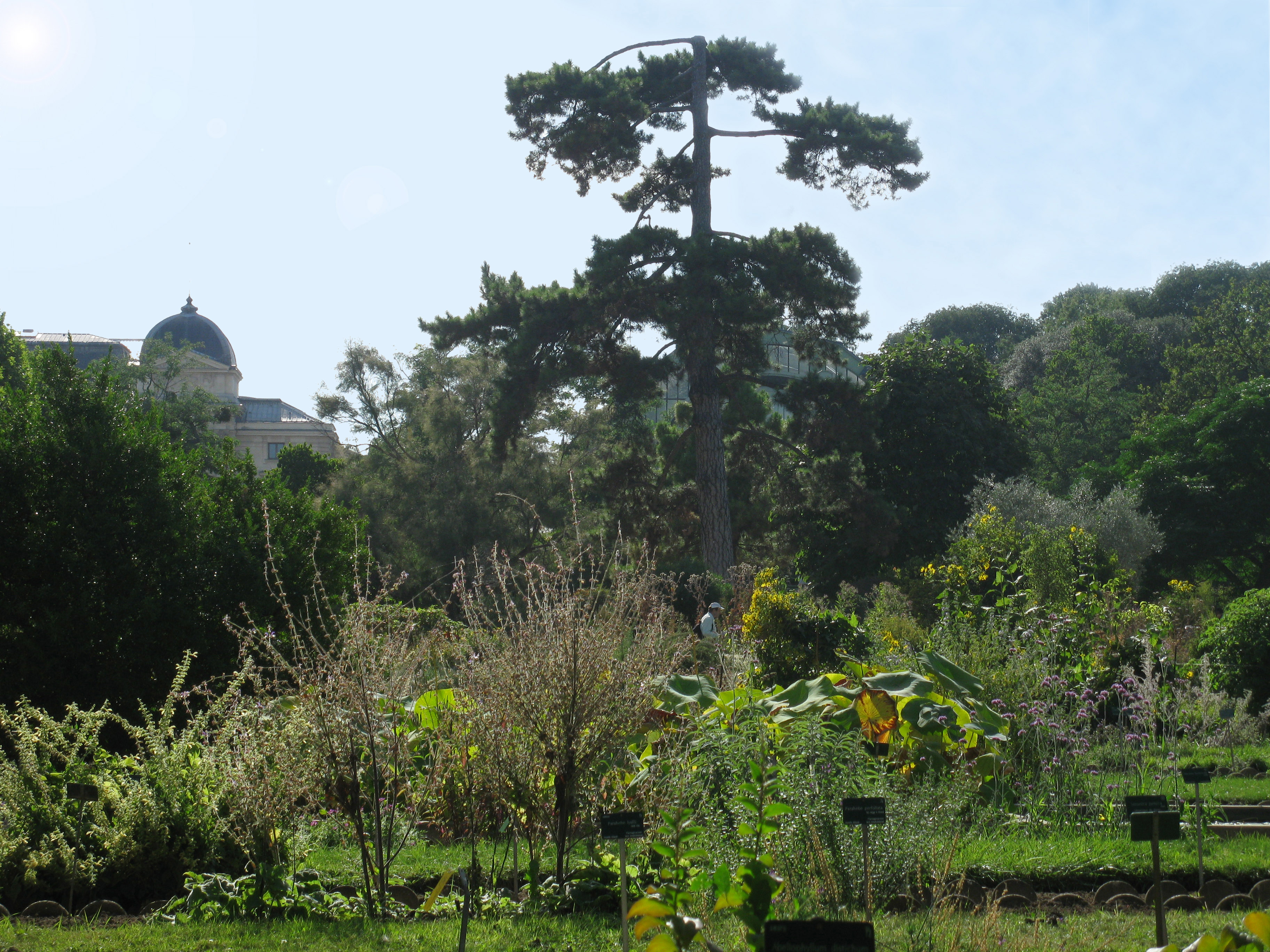
Le pin Laricio planté en 1774
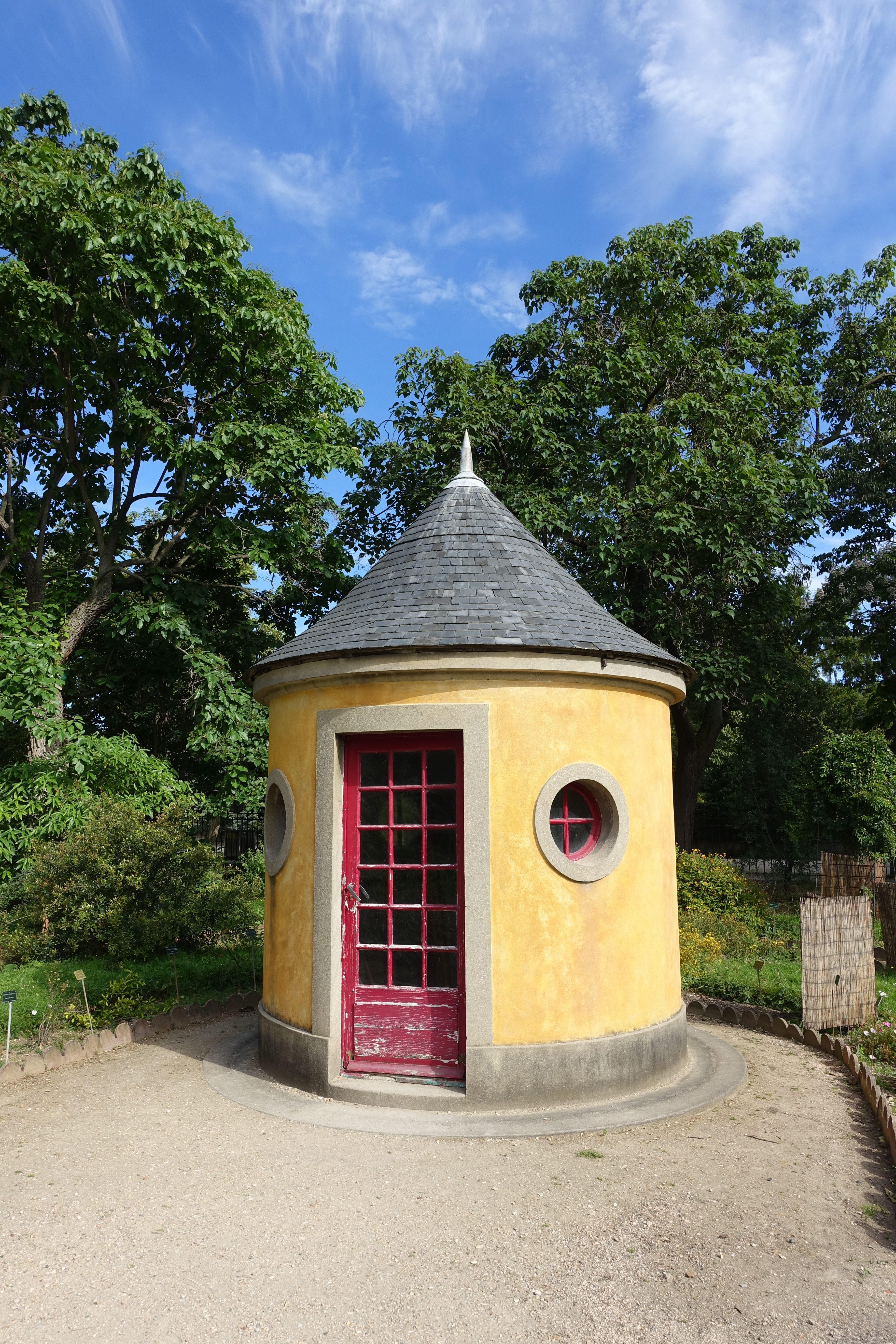
La remise des jardiniers
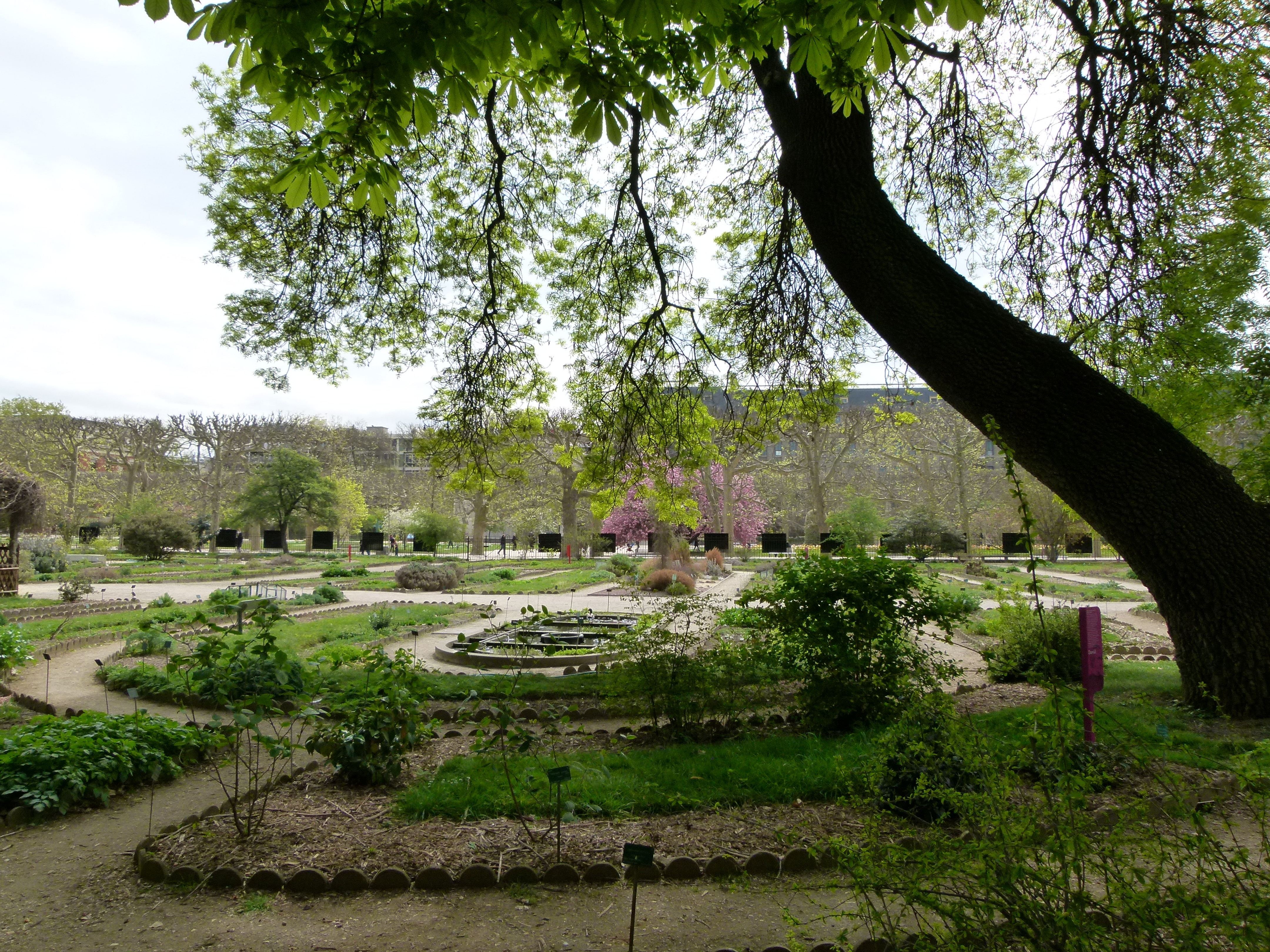
Vue printanière vers le Sud : on entrevoit la galerie de Botanique

## Sources
- Site du MNHN, page de l’École de Botanique

1. ↑  Alain Douineau, La « Nouvelle Plantation » du jardin de l'école de botanique dans « Propos de jardiniers » 4/12 sur